# Тазакенд (Агджабединский район)
Тазакенд (азерб. Təzəkənd) — село в Тазакендском административно-территориальном округе Агджабединского района Азербайджана.

## Этимология
Название села происходит от слов таза (с азерб. — «новый») и кенд (с азерб. — «село»), и означает новое село.

## История
Село основано в годы коллективизации (1930—1937). В селе были построены новые дома для будущих колхозников, переселенных из расположенного вблизи села Гюсюлю.
Согласно административному делению 1961 и 1977 года село Тазакенд входило в Гюсюлинский сельсовет Агджабединского района Азербайджанской ССР.
5 октября 1999 года из Гюсюлинского административно-территориального округа был выделен новый, Тазакендский.
В 1999 году в Азербайджане была проведена административная реформа и внутри Тазакендского административно-территориального округа был учрежден Тазакендский муниципалитет Агджабединского района.

## География
Тазакенд расположен на берегу Верхне-Карабахского канала.
Село находится в 15 км от райцентра Агджабеди и в 294 км от Баку. Село расположено вдоль автомагистрали Мингечаур-Бахрамтепе. Ближайшая железнодорожная станция — Агдам (действующая — Халадж).
Село находится на высоте 44 метров над уровнем моря.

## Население
| Численность населения | Численность населения | Численность населения |
| 1985                  | 1999                  | 2009                  |
| --------------------- | --------------------- | --------------------- |
| 1230                  | ↗2031                 | ↗2499                 |

Население преимущественно занимается хлопководством, выращиванием зерна и животноводством.

## Климат
| Показатель                    | Янв. | Фев. | Март | Апр. | Май  | Июнь | Июль | Авг. | Сен. | Окт. | Нояб. | Дек. | Год  |
| ----------------------------- | ---- | ---- | ---- | ---- | ---- | ---- | ---- | ---- | ---- | ---- | ----- | ---- | ---- |
| Средний суточный максимум, °C | 6,4  | 7,6  | 11,1 | 18,9 | 23,8 | 28,6 | 31,7 | 31,3 | 26,5 | 21,1 | 14,0  | 8,6  | 19,1 |
| Средняя температура, °C       | 2,6  | 3,7  | 6,8  | 13,6 | 18,3 | 23,1 | 25,9 | 25,2 | 21,2 | 16,3 | 10,0  | 4,8  | 14,3 |
| Средний суточный минимум, °C  | −1,1 | −0,1 | 2,6  | 8,3  | 12,9 | 17,6 | 20,2 | 19,2 | 16,0 | 11,5 | 6,0   | 1,0  | 9,5  |
| Норма осадков, мм             | 23   | 26   | 31   | 44   | 51   | 38   | 15   | 18   | 23   | 43   | 28    | 34   | 373  |

Среднегодовая температура воздуха в селе составляет +14,3 °C. В селе полупустынный климат.

## Инфраструктура
В советское время в селе располагались животноводческий комплекс, средняя школа, библиотека, медицинский пункт.
В селе расположены почтовое отделение, средняя школа, клуб, врачебный пункт.